# Saif al-Adel
Saif al-Adel (tiếng Ả Rập: سيف العدل, có nghĩa là thanh kiếm của công lý) là bí danh của một thành viên cấp cao người Ai Cập của al-Qaeda. Cùng với Saeed al-Masri và Mahfouz Ould al-Walid, ông được cho là đã phản đối cuộc tấn công ngày 11 tháng 9 hai tháng trước khi vụ này được thực hiện. Trong tháng 5 năm 2011 sau cái chết của Osama bin Laden, ông đã được báo cáo là người vừa được chọn làm thủ lĩnh tạm thời của tổ chức al-Qaeda.
Al-Adel là theo bản cáo trạng vì tham dự vào vụ đánh bom Đại sứ quán Hoa Kỳ ở châu Phi năm 1998. Theo cáo trạng, al-Adel là một thành viên của Majlis al Shura của al-Qaeda và là thành viên của ủy ban quân sự của mình, và ông đã cung cấp huấn luyện quân sự và tình báo cho các thành viên của al-Qaeda và Ai Cập Hồi giáo Jihad tại Afghanistan, Pakistan, và Sudan, và để chống bộ tộc Somalia chống Liên Hợp Quốc. Có khả năng các học viên của ông bao gồm những người Somalia trong Trậng Mogadishu đầu tiên. Ông thành lập các cơ sở huấn luyện của al-Qaeda tại Ras Kamboni ở Somalia gần biên giới Kenya.
Ông là một trong những chủ mưu của vụ ám sát Tổng thống Ai Cập Anwar Al Sadat, và rời đất nước năm 1988 để tham gia mujahideen trong thời kỳ đẩy lùi cuộc Liên Xô xâm lược Afghanistan. Ông sau đó được cho là đã đi du lịch tới miền nam Liban cùng với Abu Talha al-Sudani, Sayful Hồi giáo al-Masri, Abu Ja `nay al-Masri, và Abu Salim al-Masri, nơi ông được đào tạo cùng với Hezbollah Al-Hejaz. Trong Khartoum, Al-Adel dạy chiến binh được tuyển dụng làm thế nào để xử lý vật liệu nổ trong các phần không sử dụng của Al-Damazin Farms.
Ông kết hôn với con gái của Mustafa Hamid, và họ có năm con với nhau. 
Một báo cáo của Liên Hợp Quốc năm 2023, trích dẫn thông tin tình báo của các quốc gia thành viên, kết luận rằng Saif al-Adel đã được mệnh danh là thủ lĩnh trên thực tế của al-Qaeda nhưng ông ta đã không được tuyên bố chính thức là Emir của tổ chức này do " nhạy cảm chính trị" của Chính phủ Afghanistan trong việc thừa nhận giết Ayman Al-Zawahiri ở Kabul và những thách thức "thần học và hoạt động" do vị trí của al-Adel ở Iran.